# Els morts del llac Constança: La processó de la sang
Els morts del llac Constança: La processó de la sang (títol original en alemany, Die Toten vom Bodensee – Der Blutritt) és un telefilm germanoaustríac de 2020 d'ORF i ZDF, dirigit per Michael Schneider. És l'onzena entrega de la sèrie de pel·lícules de ficció criminal Els morts del llac Constança. La primera emissió a ORF va tenir lloc el 2 de setembre de 2020. La pel·lícula es va emetre per primera vegada a ZDF el 7 de setembre de 2020. S'ha doblat al català per a TV3, que la va emetre per primer cop el 8 de setembre de 2024.

## Sinopsi
Durant la cavalcada anual de Weingarten, anomenada Processó de la Sang, la fletxa d'una ballesta travessa el cos de la Marlene Stöhr mentre muntava un cavall. Tot i que aconsegueix sobreviure, els metges es veuen obligats a induir-li un coma abans d'extreure-li la fletxa. Poc abans, la Marlene havia intentat, sense èxit, contactar amb el seu fill Oliver. La investigació del crim condueix els detectius Hannah Zeiler i Micha Oberländer a una quadra de la zona, on la padrina de l'Oliver va morir tres anys enrere en un incendi, en el qual també va perdre la vida un valuós cavall, que sorprenentment torna a ser vist en la processó. L'aparició de nous sospitosos converteix en un autèntic trencaclosques la investigació.

## Producció

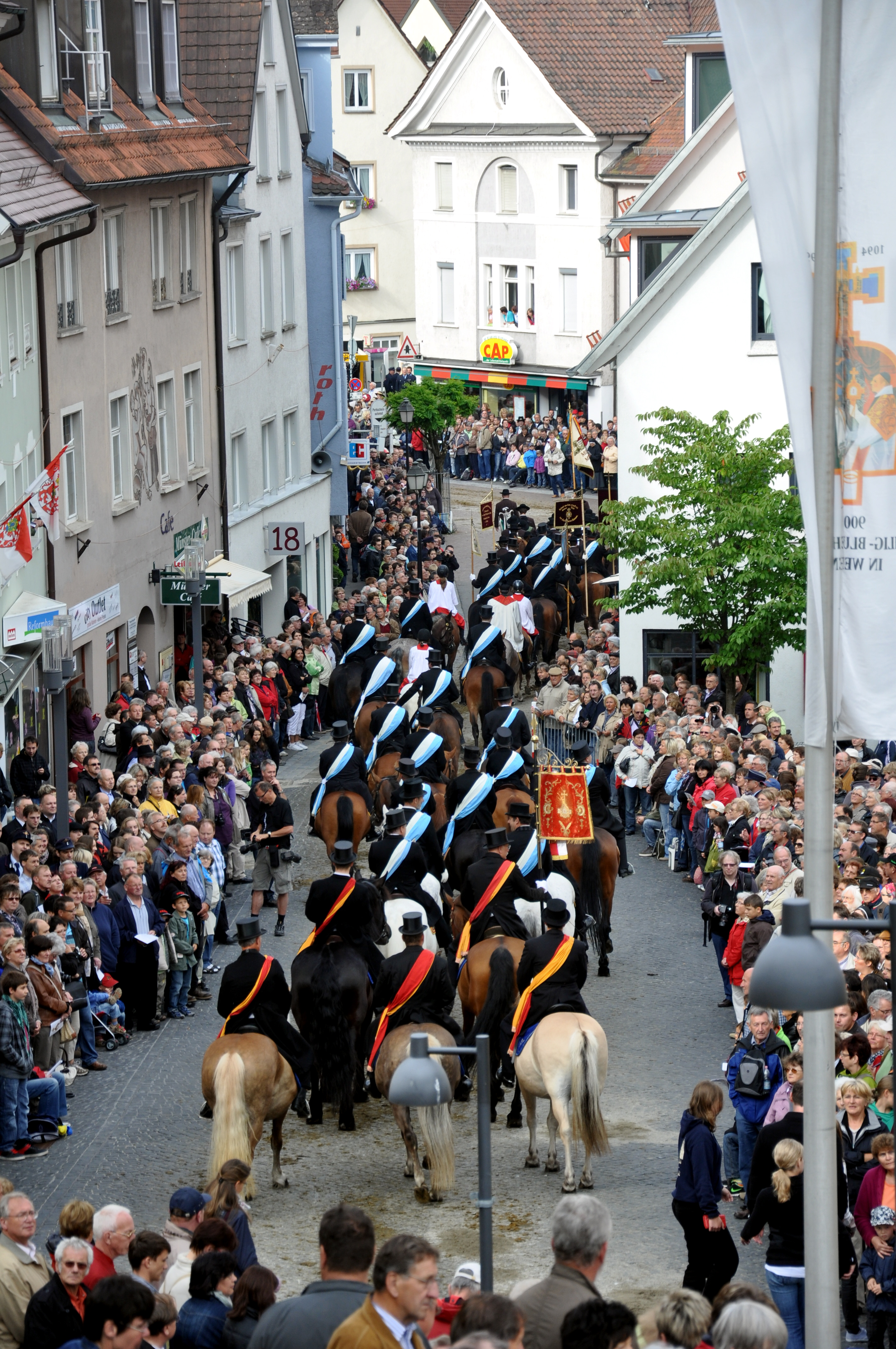
Processó de la Sang a la Münsterplatz de Weingarten (Württemberg), el 2011.

El rodatge va tenir lloc juntament amb la desena part Maledicció de les profunditats del 16 d'abril al 20 de juny de 2019 al llac de Constança i els seus voltants. El lloc de rodatge va incloure la Münsterplatz a la ciutat de Weingarten. El rodatge va tenir lloc allà com a part de l'anomenada Processó de la Sang, la processó eqüestre més gran d'Europa.
La pel·lícula va ser produïda per Graf Filmproduktion GmbH i Rowboat Film- und Fernsehenproduktion, amb la participació d'Österreichischer Rundfunk i el canal alemany ZDF. La producció va comptar amb el suport del TV Fund Austria i l'estat de Vorarlberg.
Hjalti Bager-Jonathansson va ser el responsable del so, Christine Egger de la direcció artística, Heike Werner del disseny de vestuari i Birgit Beranek i Fatma Reil del maquillatge.